# Rika Fujiwara
Rika Fujiwara (Tòquio, 19 de setembre de 1981) és una tennista professional retirada japonesa.
Només va guanyar un títol de dobles del circuit WTA però tot i això va arribar al 13è lloc del rànquing mundial de la WTA l'any 2002.
A l'Open d'Austràlia del 2002, Fujiwara va fer parella amb Shinobu Asagoe i va avançar als quarts de final, on va perdre contra les eventuals campiones Martina Hingis i Anna Kournikova. El mateix any, Fujiwara i Ai Sugiyama van arribar a les semifinals de dobles de Roland Garros, perdent contra Lisa Raymond i Rennae Stubbs en tres sets.
El 22 d'agost de 2005, Fujiwara va aconseguir el seu millor rànquing individual, amb el número 84 del món.
Jugant per l'equip japonès de la Fed Cup, Fujiwara té un balanç de victòries i derrotes de 394/235.

## Palmarès

### Dobles femenins: 6 (1−5)
| Abans de 2009                | Després de 2009         |
| ---------------------------- | ----------------------- |
| Grand Slam (0−0)             |                         |
| WTA Tour Championships (0−0) |                         |
| Tier I (0−1)                 | Premier Mandatory (0−0) |
| Tier II (0−1)                | Premier 5 (0−0)         |
| Tier III (0−0)               | Premier (0−0)           |
| Tier IV i V (0−1)            | International (1−2)     |

| Títols per superfície |
| --------------------- |
| Dura (1−4)            |
| Gespa (0−0)           |
| Terra batuda (0−0)    |
| Moqueta (0−1)         |

| Resultat   | Núm. | Data                  | Torneig                | Superfície  | Parella           | Oponents                        | Marcador         |
| ---------- | ---- | --------------------- | ---------------------- | ----------- | ----------------- | ------------------------------- | ---------------- |
| Finalista  | 1.   | 12 d'agost de 2002    | Mont-real, Canadà      | Dura        | Ai Sugiyama       | V. Ruano Pascual Paola Suárez   | 4−6, 6−7(4)      |
| Finalista  | 2.   | 9 de setembre de 2002 | Xangai, Xina           | Dura        | Ai Sugiyama       | Anna Kúrnikova Janet Lee        | 5−7, 3−6         |
| Finalista  | 3.   | 21 d'octubre de 2002  | Linz, Àustria          | Moqueta (i) | Ai Sugiyama       | Jelena Dokić Nàdia Petrova      | 3−6, 2−6         |
| Finalista  | 4.   | 11 d'octubre de 2010  | Osaka, Japó            | Dura        | Shuko Aoyama      | Chang Kai-chen Lilia Osterloh   | 0−6, 3−6         |
| Finalista  | 5.   | 27 de febrer de 2012  | Kuala Lumpur, Malàisia | Dura        | Chan Hao-ching    | Chang Kai-chen Chuang Chia-jung | 5−7, 4−6         |
| Guanyadora | 1.   | 9 d'abril de 2012     | Copenhaguen, Dinamarca | Dura (i)    | Kimiko Date-Krumm | Sofia Arvidsson Kaia Kanepi     | 6−2, 4−6, [10−5] |

## Trajectòria

### Dobles femenins
| Open d'Austràlia | A   | QF | 1R  | A  | 3R | 1R  | A   | A   | A   | A   | A  | 3R | 1R  | A   | A   | A   | A   | A   | 0 / 6 | 7 – 6 |
| Roland Garros | A   | SF | 1R  | 3R | 1R | A   | A   | A   | A   | A   | A  | 1R | A   | A   | A   | A   | A   | A   | 0 / 5 | 6 – 5 |
| Wimbledon | A   | 3R | 1R  | 2R | 1R | A   | A   | A   | 1R  | A   | 1R | 1R | A   | A   | A   | A   | A   | A   | 0 / 7 | 3 – 7 |
| US Open | A   | A  | 1R  | 1R | 3R | A   | 2R  | 1R  | A   | A   | A  | A  | A   | A   | A   | A   | A   | A   | 0 / 5 | 3 – 5 |
| Rànquing a final d'any | 135 | 13 | 128 | 80 | 80 | 220 | 178 | 139 | 124 | 188 | 92 | 75 | 273 | 196 | 428 | 286 | 160 | 125 |       |       |
| Llegenda: G: Guanyadora; F: Finalista; SF: Semifinalista; QF: Quarts de final; Q: Qualificació; A: Absent; RR: Round Robin; |     |    |     |    |    |     |     |     |     |     |    |    |     |     |     |     |     |     |       |       |